# 罗铺站

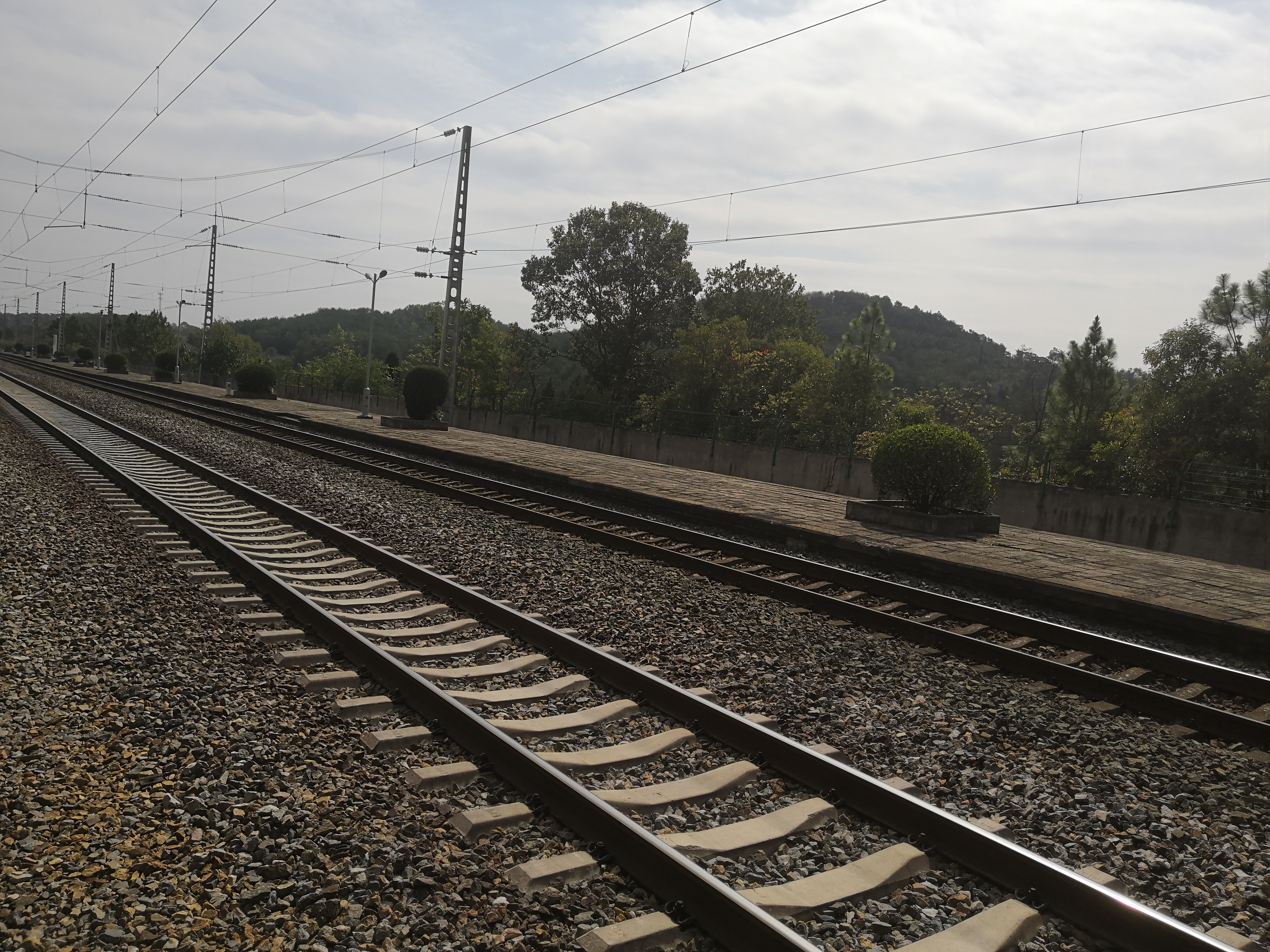
2019年，列车上拍摄的罗铺站站场

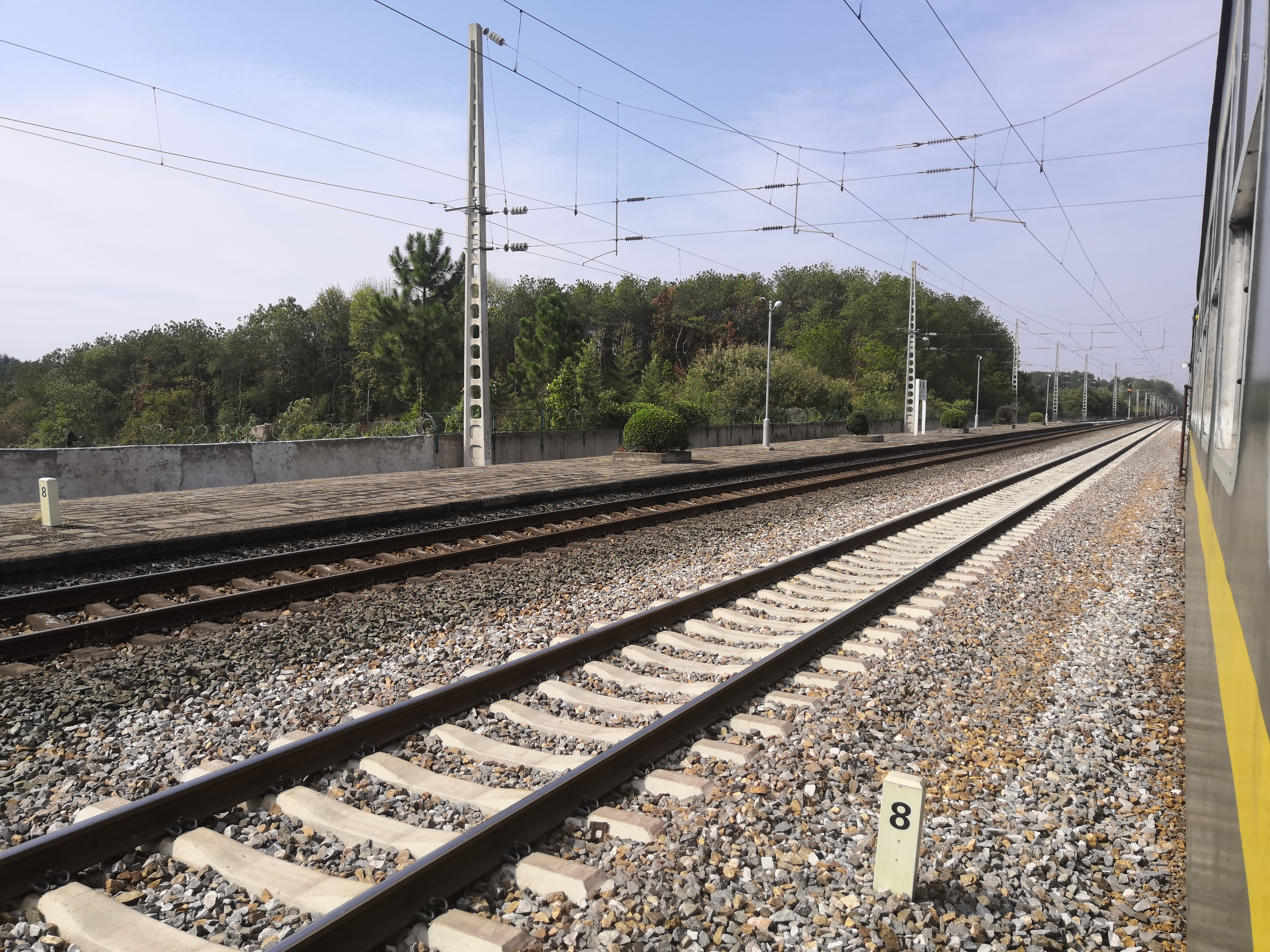
2019年，列车上拍摄的罗铺站站场

罗铺站位于中华人民共和国湖北省黄冈市麻城市阎家河镇罗家铺村，是京九铁路的一座火车站，等级为五等站，距北京西站1081公里，距常平站1234公里，本站及相邻上下行区间均为电气化区段。车站建于1996年，只办理货运，不办理客运业务。